# Karkamış-Staustufe
Die Karkamış-Staustufe (türkisch Karkamış Barajı) liegt am Euphrat in der Südost-Türkei 4,5 km oberhalb der syrischen Grenze. 
Die in den Provinzen Şanlıurfa und Gaziantep gelegene Karkamış-Staustufe wurde in den Jahren 1996–2000 zur Energiegewinnung und zur Abflussregulierung errichtet.
Ein Teil des Absperrbauwerks ist als Erdschüttdamm mit Lehmkern realisiert. Die Talhöhe beträgt 21,2 m, das Mauervolumen 2,1 Mio. m³.
Der zugehörige Stausee bedeckt 28,4 km² und besitzt ein Speichervolumen von 157 Mio. m³.
Das Wasserkraftwerk verfügt über sechs Rohrturbinen zu je 32 Megawatt.  
Das Regelarbeitsvermögen beträgt 653 GWh im Jahr.
Flussaufwärts befindet sich die Birecik-Staustufe. Abstrom beginnt der Stausee der Tishrin-Talsperre.